# Hidetaka Kanazono
Hidetaka Kanazono (金園 英学 Kanazono Hidetaka?), född 1 september 1988 i Osaka prefektur, är en japansk fotbollsspelare.
Kanazono började sin karriär 2011 i Júbilo Iwata. Han spelade 73 ligamatcher för klubben. 2015 flyttade han till Vegalta Sendai. Efter Vegalta Sendai spelade han för Hokkaido Consadole Sapporo och Ventforet Kofu.